# Lenny (futebolista)
Lenny Fernandes Coelho (Rio de Janeiro, 23 de março de 1988) é um ex-futebolista brasileiro que atuava como atacante.

## Carreira
Lenny estreou profissionalmente no final de 2005, em alguns jogos do Campeonato Brasileiro, pelo Fluminense. Seu futebol "atrevido" começou a atrair atenção no início da temporada de 2006, durante a disputa da Copa do Brasil.
Seu primeiro título, como profissional, veio com a conquista da Copa do Brasil de 2007, quando o Fluminense derrotou, na final, a equipe do Figueirense. Pouco tempo depois, a despeito da má fase, e de várias lesões, Lenny acabou sendo emprestado ao Sporting Clube de Braga, de Portugal.
No início de 2008, após seis meses no futebol português, onde fez apenas três partidas, marcando um gol, a Traffic comprou seus direitos federativos e Lenny foi negociado com o Palmeiras.
Fez parte do elenco, que conquistou o Campeonato Paulista de 2008.
Pelo Palmeiras, atuou por três anos e marcou nove gols em 57 jogos.
No dia 3 de janeiro de 2011, não estava sendo aproveitado no Palmeiras por causa de um série de lesões e então foi anunciado como reforço do Figueirense. Em 28 de janeiro de 2011, foi anunciada a rescisão de contrato com o Palmeiras. Atuou apenas oito minutos pelo clube. Em 4 de agosto de 2011, foi anunciada a rescisão de seu contrato com o Figueirense devido a lesões que o acompanharam desde os tempos de Palmeiras.
Após sua rescisão, Lenny volta ao Desportivo Brasil.
Em janeiro de 2012, assina contrato com o Boavista, do Rio de Janeiro, para a disputa do Campeonato Carioca. Terminado o estadual e sem vínculo com o clube, o jogador pediu para retornar ao Palmeiras visando sua recuperação física e recebeu o aval para trabalhar na Academia de Futebol do clube paulistano. Lenny não estava lesionado, mas utilizou as instalações do Palmeiras até encontrar um novo clube.
Em 2013, acertou com o Boavista para as disputas do Campeonato Estadual. mas não fez nenhuma partida oficial pela equipe. Em fevereiro do mesmo ano, Lenny anunciou em seu perfil oficial que estava deixando o Brasil para jogar no Japão, no modesto Ventforet Kofu.
Acertou para 2014, com o Atlético Sorocaba. Jogou apenas uma partida, por apenas 25 minutos, contra a Portuguesa, no dia 19 de fevereiro de 2014, pediu rescisão do seu contrato, após entrar em acordo com a diretoria.
Após  períodos de testes iniciados em 2015, Lenny acertou com a Portuguesa para jogar a temporada de 2016.
Em 2017 o jogador abandonou a carreira de jogador para dedicar-se aos seus negócios, que são duas lanchonetes e um bar.
Em 2018, voltou aos gramados, fechando contrato com o time tailandês Singha Chiangrai United.
No dia 15 de março de 2020, Lenny anunciou sua aposentadoria por inúmeras lesões que sofreu ao longo da carreira.

## Títulos
Fluminense
- Copa do Brasil: 2007

Palmeiras
- Campeonato Paulista: 2008